# 38083 Rhadamanthus
38083 Rhadamanthus este o planetă minoră (Obiect transneptunian), cu un diametru de , din Obiect transneptunian. A fost descoperită pe 17 aprilie 1999 la Observatorul Național Kitt Peak de Deep Ecliptic Survey⁠(d) și a fost numită după Radamant. 
Obiectul prezintă o orbită caracterizată de o semiaxă mare de 39,1319382 de UAi, o excentricitate de 0,153347, o înclinație de 12,731 ° în raport cu ecliptica.